# 斉藤あきら (漫画家)
斉藤 あきら（さいとう あきら、1934年 - ）は、日本の漫画家。東京都江東区亀戸出身。本名の「斉藤明」や、｢さいとうあきら｣名義で活動したこともある。

## 略歴
1954年に杉浦茂のアシスタントとして漫画業界に入る。鈴木光明、高野よしてる、手塚治虫、横山光輝のアシスタントを渡り歩き漫画の修行をする。その後はスタッフ3人を抱え「ジャガープロ」を設立して仕事をしていた。
1969年、手塚治虫アシスタントとして同門の古谷三敏の誘いで、赤塚不二夫の「フジオ・プロ」に所属。アシスタント業務をこなしながら、フジオプロの他の所属漫画家と同じく、独立した漫画家としても活動した。フジオプロには十数年間所属しており、80年代には離脱していたとみられる。
最初の漫画の師匠である杉浦茂との師弟関係は、杉浦が亡くなるまで続いており、最晩年の仕事も手伝っている。

## 人物
- 漫画家としてデビューする以前から赤塚不二夫と文通をしていた。十数年後に偶然に出会って、フジオ・プロに所属することになる。
- はじめは杉浦茂調の絵だったが、劇画ブームの影響を受けた絵柄になる。最終的には赤塚の影響を受けたギャグ漫画風の絵柄になっている。
- 杉浦茂の元を訪れる際は必ず一升瓶と植木を下げていったが、自身はほとんどお酒を飲めない体質だった。

## 作品リスト

### 漫画
- がんばれ純平（中学時代一年生 1962年4月号 - 1963年 3月号）
- 狼少年ケン（東邦のまんが 1964年）
  - 咆えろジャングルの巻
  - ケンの友情の巻
- スペースマン（希望の友 1965年）
- われら未来人(中学二年コース 1965年4月号 - 1966年3月号）
- エルドラド（河北新報誌 1966年）
- 狂犬トロッキ－（原作：赤塚不二夫、シナリオ：滝沢解、週刊少年マガジン 1971年）
- ウルトラゾフィ（小学一年生 1972年9月増刊号）
- 快傑ライオン丸（原作：うしおそうじ、小学四年生 1972年）
- ジャンボーグA（小学一年生 1973年2月号3月号）
- アイアンキング（小学一年生 1973年4月号 - 1974年3月号）
- 人造人間キカイダー（原作：石森章太郎、小学六年生 1973年4月号5月号）
- キカイダー01（原作：石森章太郎、小学六年生 1973年6月号 - 8月号[1]）
- たこぼう一家（原作：古谷三敏、小学三年生 1974年）
- ダメおやじとタコ坊（原作：古谷三敏、小学四年生 1974年6月号 - 1975年3月号）
- 建師ケン作 (原作：牛次郎、赤塚不二夫の作画協力名義、週刊少年マガジン - 1977年2号～31号
- 一発貫太くん(原作：タツノコプロ 6年の学習 1977年10月号 - 1978年 9月号）
- コミック教育法規入門（原作：下村哲夫、月刊 悠 1990年4月号 - 1993年3月号）
- 学研まんが伝記シリーズ
  - 野口英世 世界にほこる大医学者
  - 豊臣秀吉 天下を統一した風雲児
  - コロンブス 新大陸の発見者
  - ノーベル世界をかえた火薬王
- マンガ 京都修学旅行
- マンガ 商品先物取引入門の入門-基本用語から取引まで（監修：羽根英樹）
- 漫画仕事人参上！！(2021年9月21日発売まんだらけZENBU106号まで連載された)

### 随筆
- 杉浦茂 自伝と回想（2012年、共著：杉浦茂、井上春樹、後藤繁雄、筑摩書房）ISBN 4480885188